# Corey Johnson (chính khách)
Corey David Johnson (sinh ngày 28 tháng 4 năm 1982) là một chính khách người Mỹ. Thành viên của Đảng Dân chủ, ông là Chủ tịch Hội đồng thành phố New York từ năm 2018.
Johnson lần đầu tiên được bầu vào Hội đồng thành phố New York với tư cách là thành viên của quận 3 vào năm 2013. Khu vực này bao gồm Hell’s Kitchen, Chelsea, West Village, cũng như các bộ phận của Flatiron, SoHo và Upper West Side của Manhattan. Ông có một thời gian ngắn làm Quyền Ủng hộ công chúng tại thành phố New York vào năm 2019. Trước khi được bầu vào diễn giả, Johnson thường được gọi là ứng cử viên tiềm năng và được coi là ứng cử viên hàng đầu. Vào giữa tháng 12 năm 2017, với sự hỗ trợ của Thị trưởng Bill de Blasio, sự nhượng bộ của các ứng cử viên mặt trận khác, và sự ủng hộ của Đảng Dân chủ Bronx và Queens, Johnson đã thu hút số phiếu cần thiết để trở thành vị trí được yêu thích nhất cho vị trí này, và được bầu bởi các thành viên của Hội đồng thành phố vào ngày 3 tháng 1 năm 2018.

## Lịch sử bầu cử
| Bầu cử             |  | Ứng viên      | Đảng    | Phiếu  | Pct    |  | Ứng viên        | Đảng     | Phiếu | Pct    |
| ------------------ |  | ------------- | ------- | ------ | ------ |  | --------------- | -------- | ----- | ------ |
| Bầu cử sơ bộ 2013  |  | Corey Johnson | Dân chủ | 12,538 | 63.28% |  | Yetta Kurland   | Dân chủ  | 7,275 | 32.72% |
| Tổng tuyển cử 2013 |  | Corey Johnson | Dân chủ | 23,608 | 86.6%  |  | Richard Stewart | Cộng hòa | 3,691 | 13.4%  |
| Tổng tuyển cử 2017 |  | Corey Johnson | Dân chủ | 24,639 | 94.3%  |  | Marni Halasa    | Khác     | 1,487 | 5.7%   |